# Ana Ivanović
Ana Ivanović (Ана Ивановић, /ˈanå iˈvaːnɔviʨ/, ngheⓘ sinh ngày 6 tháng 11 năm 1987 tại Beograd) là một cựu vận động viên quần vợt chuyên nghiệp của Serbia. Cô từng xếp thứ 1 thế giới năm 2008.
Bắt đầu thi đấu chuyên nghiệp từ năm 2003, Ivanovic đã giành được 15 danh hiệu vô địch WTA Tour đánh đơn, trong đó có một danh hiệu Grand Slam nội dung đơn nữ. Tháng 6 năm 2011, cô được tạp chí Time bình chọn là một trong 30 huyền thoại quần vợt nữ và nằm trong danh sách 100 tay vợt xuất sắc nhất từ trước tới nay bởi Matthew Cronin.
Cô tuyên bố giải nghệ vào ngày 28 tháng 12 năm 2016.

## Sự nghiệp

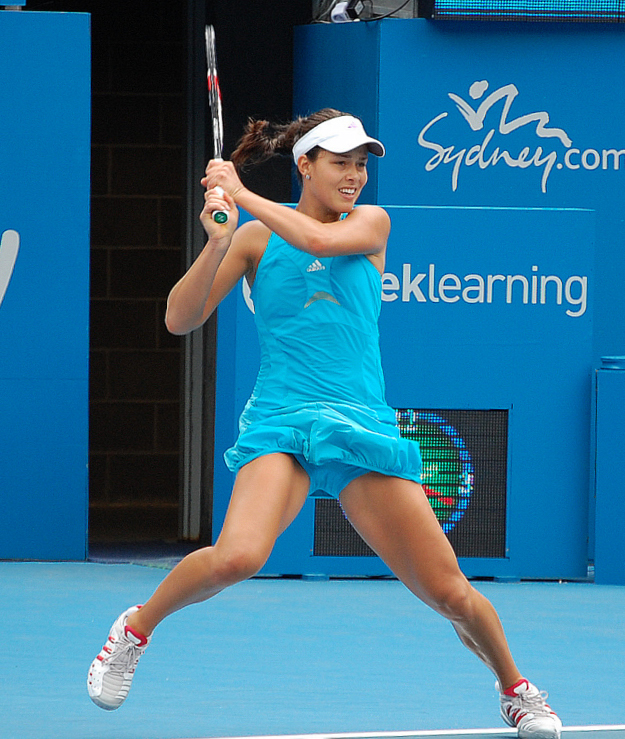
Ana Ivanovic tại Medibank International 2008

Ivanovic bắt đầu làm quen với cây vợt lúc 5 tuổi khi xem tay vợt đồng hương Monica Seles thi đấu trên truyền hình. Cô bắt đầu sự nghiệp của mình sau khi biết được số điện thoại của một cơ sở đào tạo quần vợt từ một quảng cáo. Trong các vụ đánh bom của NATO vào Nam Tư, cô tập luyện trong buổi sáng để tránh các cuộc không kích. Cô được đào tạo trong một bể bơi bị bỏ rơi trong mùa đông vì các sân quần vợt không có sẵn.

### 2003 - 2005
Ivanovic bắt đầu thi đấu chuyên nghiệp từ tháng 8 năm 2003. Năm 2004, cô lọt vào chung kết giải đấu Junior Wimbledon và để thua Kateryna Bondarenko. Cô lần đầu giành được danh hiệu vô địch vào đầu năm 2005 tại giải Canberra International, sau khi đánh bại Melinda Czink trong trận chung kết. Thứ hạng của cô tiếp tục tăng sau khi giành chiến thắng trước Svetlana Kuznetsova, Nadia Petrova ở Miami, và Vera Zvonareva ở Warsaw, tất cả họ đều là các tay vợt trong top 10. Tại giải Úc mở rộng 2005, cô lọt được vào vòng 3 và để thua Amélie Mauresmo. Sau đó tại giải Pháp mở rộng cô vào đến vòng tứ kết. Ivanovic kết thúc năm 2005 với hạng thứ 16.

### 2006 - 2008
Ivanovic khởi đầu năm 2006 tại giải đấu Hopman Cup ở Perth, Australia với tay vợt đồng hương Novak Djokovic, họ vào đến trận chung kết nhưng đã để thua sau đó. Bước đột phá trong năm 2006 của cô là việc đánh bại cựu số 1 thế giới Martina Hingis trong trận chung kết Rogers Cup ở Montreal trước khi đánh bại các tay vợt Jelena Jankovic, Katarina Srebotnik và Dinara Safina. Tại giải Mỹ mở rộng, cô đã để thua Serena Williams tại vòng 3.
Năm 2007, Ivanovic lần đầu lọt vào chung kết một Grand Slam sau khi đánh bại Kuznetsova và Sharapova tại tứ kết và bán kết, tuy nhiên cô đã thất bại trước Justine Henin trong trận chung kết. Trong năm này, cô giành được 3 danh hiệu vô địch WTA và leo lên vị trí thứ 4 vào cuối năm.
Năm 2008, Cô đã đánh bại Dinara Safina để giành chiến thắng tại trận chung kết Giải quần vợt Pháp Mở rộng và là á quân tại Giải quần vợt Úc Mở rộng. Với chiến thắng này cô đã vươn lên vị trí số 1 thế giới. Tuy nhiên tại giải Wimbledon tiếp đó cô đã sớm thất bại từ vòng 3 khi đang là hạt giống số 1. Sau đó chấn thương ngón tay kéo dài khiến cô buộc phải rút lui tại thế vận hội mùa hè Bắc Kinh.
Sau khi vô địch tại giải Pháp mở rộng năm 2008 và trở thành tay vợt nữ số 1 thế giới, Ivanovic đã có một quãng thời gian dài liên tục sa sút.

### 2009 - 2013
Năm 2009, lần đầu tiên Ivanovic bị tụt khỏi top 20 kể từ tháng 7 năm 2005. Cô kết thúc năm với số trận thắng - thua là 24 - 14, tồi tệ nhất kể từ lúc thi đấu chuyên nghiệp. Trong năm 2010, đã có lúc cô bị tụt xuống hạng 64 trong bảng xếp hạng (tháng 7 năm 2010) sau khi để bị thua ngay từ vòng đầu tiên của giải Wimbledon.

### 2014 - nay
Năm 2014 là một năm hồi sinh sự nghiệp của Ivanovic, bắt đầu với chiến thắng tại giải Auckland mở rộng, danh hiệu đánh đơn đầu tiên của cô trong hơn 2 năm, sau đó là các chiến thắng tại các giải Monterrey mở rộng, Aegon Classic và Pan Pacific mở rộng. Ivanovic kết thúc năm 2014 với xếp hạng thứ 5.

## Cuộc sống cá nhân

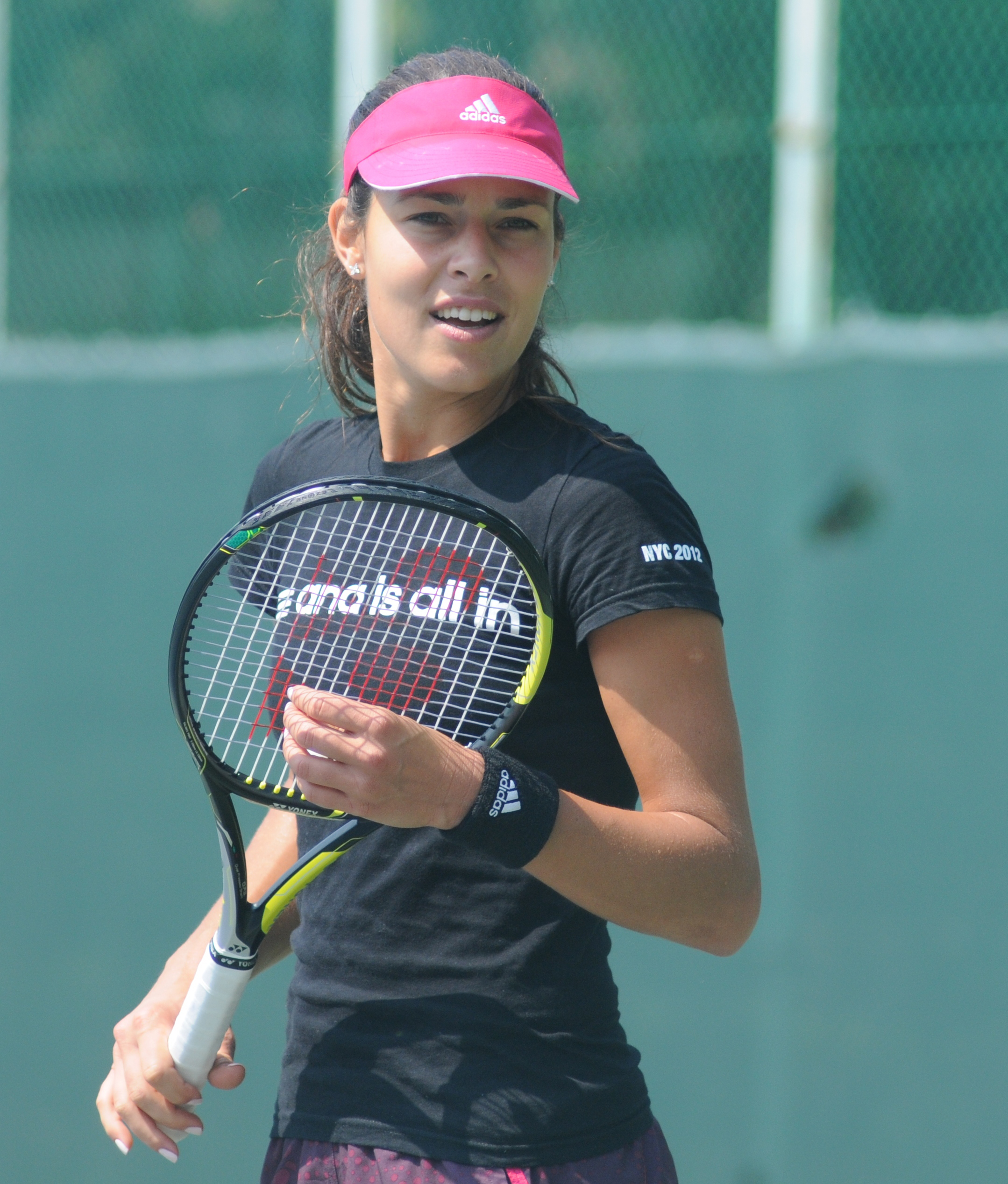
Ivanovic tại Toray Pan Pacific Open năm 2014

Ana được sinh ra tại Belgrade, Nam Tư, nay là Serbia. Mẹ cô, Dragana là một luật sư và thường có mặt trong tất cả các trận đấu của cô. Cha cô, Miroslav là một thương nhân, cũng thường tham dự các trận đấu của cô nếu có thể. Ana có một cậu em trai, Miloš thường cùng chơi bóng rổ với cô.
Bên cạnh sự nghiệp quần vợt, Ana cũng đang là sinh viên ngành tài chính của trường đại học ở Belgrade và cô còn học thêm tiếng Tây Ban Nha trong thời gian rảnh. Người đã truyền cảm hứng cho cô khi mới vào sự nghiệp là tay vợt đồng hương Monica Seles, một tay vợt nổi tiếng thập niên 1990.
Ana từng đánh đôi với Maria Kirilenko, là bạn của cô. Ngoài ra cô cũng còn nhiều người bạn cũng nổi tiếng trong giới Tennis như Daniela Hantuchova, Svetlana Kuznetsova, Sanja Ancic, Rafael Nadal, Tatiana Golovin và tay vợt đồng hương Novak Djokovic (quen nhau khi 5 tuổi).
Ngày 8 tháng 9 năm 2007, Ivanovic trở thành đại sứ UNICEF cho Serbia, cùng với Aleksandar Djordjevic, Jelena Jankovic và Emir Kusturica.
Cô cũng từng xuất hiện trên một số tạp chí quốc tế như FHM (Đức, Anh, Úc), Vanity Fair (Tây Ban Nha), Cosmopolitan (Serbia), Vanidades (Mexico), Grazia (Serbia), The Best Shop (Serbia), Sports Illustrated (Nam Phi),...
Năm 2013, Ivanovic cặp bồ một thời gian ngắn với cầu thủ bóng rổ Serbia Ivan Paunić. Trước đó cô đã chia tay với cầu thủ đánh Golf Adam Scott sau 2 năm chung sống.
Tháng 9, 2014 người ta đã gặp cô nắm tay với thủ quân của Đội tuyển bóng đá quốc gia Đức Bastian Schweinsteiger ở New York và sau đó ở nhiều nơi khác.

## Các trận đấu tại giải Grand Slam

### Chung kết: 3 (1 vô địch, 2 á quân)
| Kết quả | Năm  | Giải đấu        | Mặt sân | Đối thủ         | Tỷ số    |
| ------- | ---- | --------------- | ------- | --------------- | -------- |
| Á quân  | 2007 | French Open     | Đất nện | Justine Henin   | 1–6, 2–6 |
| Á quân  | 2008 | Australian Open | Cứng    | Maria Sharapova | 5–7, 3–6 |
| Vô địch | 2008 | French Open     | Đất nện | Dinara Safina   | 6–4, 6–3 |

Để tránh việc nhầm lẫn do sự trùng lặp khi đếm, bảng tổng kết chỉ được cập nhật khi một giải đấu đã hoàn toàn kết thúc. Lần cuối cùng cập nhật là cuối năm 2014
W = vô địch
F = á quân
SF = bán kết
QF = tứ kết
1R, 2R, 3R, 4R = vòng 1, vòng 2, vòng 3, vòng 4

### Nội dung đánh đơn
| Grand Slam Tournaments |      |      |       |       |       |       |       |       |       |       |       |       |  |        |         |
| Australian Open        | –    | –    | 3R    | 2R    | 3R    | F     | 3R    | 2R    | 1R    | 4R    | 4R    | QF    |  | 0 / 10 | 24–10   |
| French Open            | –    | –    | QF    | 3R    | F     | W     | 4R    | 2R    | 1R    | 3R    | 4R    | 3R    |  | 1 / 10 | 30–9    |
| Wimbledon              | –    | –    | 3R    | 4R    | SF    | 3R    | 4R    | 1R    | 3R    | 4R    | 2R    | 3R    |  | 0 / 10 | 23–10   |
| US Open                | –    | Q1   | 2R    | 3R    | 4R    | 2R    | 1R    | 4R    | 4R    | QF    | 4R    | 2R    |  | 0 / 10 | 20–10   |
| Thắng–Thua             | 0–0  | 0–0  | 9–4   | 8–4   | 16–4  | 16–3  | 8–4   | 5–4   | 5–4   | 12–4  | 10–4  | 9–4   |  | 1 / 40 | 97–39   |
| Year-End Championship  |      |      |       |       |       |       |       |       |       |       |       |       |  |        |         |
| WTA Tour Championships | –    | –    | –     | –     | SF    | RR    | –     | –     | –     | –     | –     | RR    |  | 0 / 3  | 4–5     |
| Thống kê sự nghiệp     |      |      |       |       |       |       |       |       |       |       |       |       |  |        |         |
| Vô địch - Á quân       | 0–0  | 0–0  | 1–1   | 1–1   | 3–5   | 3–4   | 0–1   | 2–2   | 1–1   | 0–0   | 0–1   | 4–6   |  | N/A    | 15–22   |
| Thắng-Thua tổng thể    | 12–5 | 37–5 | 40–14 | 35–18 | 51–18 | 38–15 | 24–14 | 33–20 | 32–20 | 37–21 | 40–23 | 58–17 |  | N/A    | 437–190 |
| Thứ hạng cuối năm      | 705  | 97   | 16    | 14    | 4     | 5     | 22    | 17    | 22    | 13    | 16    | 5     |  | –      | –       |

### Nội dung đánh đôi
| Grand Slam Tournaments |     |     |     |     |       |     |
| Australian Open        |     |     |     |     | 0 / 0 | 0–0 |
| French Open            | 1R  |     | 1R  |     | 0 / 2 | 0–2 |
| Wimbledon              | 3R  | 1R  | 1R  | 2R  | 0 / 4 | 3–4 |
| US Open                |     | 3R  |     |     | 0 / 1 | 2–1 |
| Thắng-Thua             | 2–2 | 2–2 | 0–2 | 1–1 | 4 / 7 | 4–7 |

## Các trận chung kết WTA

### Nội dung đánh đơn: 23 (15 vô địch, 8 á quân)
| Kết quả   | STT | Ngày                 | Giải đấu                                          | Mặt sân    | Đối thủ tại chung kết      | Tỷ số              |
| --------- | --- | -------------------- | ------------------------------------------------- | ---------- | -------------------------- | ------------------ |
| Winner    | 1.  | 15 tháng 1 năm 2005  | Canberra International, Canberra, Australia       | Hard       | Melinda Czink              | 7–5, 6–1           |
| Winner    | 2.  | 21 tháng 8 năm 2006  | Canadian Open, Montréal, Canada                   | Hard       | Martina Hingis             | 6–2, 6–3           |
| Runner-up | 1.  | 4 tháng 2 năm 2007   | Pan Pacific Open, Tokyo, Japan                    | Carpet (i) | Martina Hingis             | 4–6, 2–6           |
| Winner    | 3.  | 13 tháng 5 năm 2007  | German Open, Berlin, Germany                      | Clay       | Svetlana Kuznetsova        | 3–6, 6–4, 7–6(7–4) |
| Runner-up | 2.  | 9 tháng 6 năm 2007   | French Open, Paris, France                        | Clay       | Justine Henin              | 1–6, 2–6           |
| Winner    | 4.  | 12 tháng 8 năm 2007  | LA Women's Tennis Championships, Los Angeles, USA | Hard       | Nadia Petrova              | 7–5, 6–4           |
| Winner    | 5.  | 30 tháng 9 năm 2007  | Luxembourg Open, Luxembourg                       | Hard (i)   | Daniela Hantuchová         | 3–6, 6–4, 6–4      |
| Runner-up | 3.  | 26 tháng 1 năm 2008  | Australian Open, Melbourne, Australia             | Hard       | Maria Sharapova            | 5–7, 3–6           |
| Winner    | 6.  | 23 tháng 3 năm 2008  | Indian Wells Masters, Indian Wells, United States | Hard       | Svetlana Kuznetsova        | 6–4, 6–3           |
| Winner    | 7.  | 7 tháng 6 năm 2008   | French Open, Paris, France                        | Clay       | Dinara Safina              | 6–4, 6–3           |
| Winner    | 8.  | 26 tháng 10 năm 2008 | Linz Open, Linz, Austria                          | Hard (i)   | Vera Zvonareva             | 6–2, 6–1           |
| Runner-up | 4.  | 22 tháng 3 năm 2009  | Indian Wells Masters, Indian Wells, United States | Hard       | Vera Zvonareva             | 6–7(5–7), 2–6      |
| Winner    | 9.  | 17 tháng 10 năm 2010 | Linz Open, Linz, Austria (2)                      | Hard (i)   | Patty Schnyder             | 6–1, 6–2           |
| Winner    | 10. | 7 tháng 11 năm 2010  | WTA Tournament of Champions, Bali, Indonesia      | Hard (i)   | Alisa Kleybanova           | 6–2, 7–6(7–5)      |
| Winner    | 11. | 6 tháng 11 năm 2011  | WTA Tournament of Champions, Bali, Indonesia (2)  | Hard (i)   | Anabel Medina Garrigues    | 6–3, 6–0           |
| Runner-up | 5.  | 13 tháng 10 năm 2013 | Linz Open, Linz, Austria                          | Hard (i)   | Angelique Kerber           | 4–6, 6–7(6–8)      |
| Winner    | 12. | 4 tháng 1 năm 2014   | Auckland Open, Auckland, New Zealand              | Hard       | Venus Williams             | 6–2, 5–7, 6–4      |
| Winner    | 13. | 6 tháng 4 năm 2014   | Monterrey Open, Monterrey, Mexico                 | Hard       | Jovana Jakšić              | 6–2, 6–1           |
| Runner-up | 6.  | 27 tháng 4 năm 2014  | Stuttgart Open, Stuttgart, Germany                | Clay (i)   | Maria Sharapova            | 6–3, 4–6, 1–6      |
| Winner    | 14. | 15 tháng 6 năm 2014  | Aegon Classic, Birmingham, United Kingdom         | Grass      | Barbora Záhlavová-Strýcová | 6–3, 6–2           |
| Runner-up | 7.  | 17 tháng 8 năm 2014  | Cincinnati Masters, Cincinnati, United States     | Hard       | Serena Williams            | 4–6, 1–6           |
| Winner    | 15. | 21 tháng 9 năm 2014  | Pan Pacific Open, Tokyo, Japan                    | Hard       | Caroline Wozniacki         | 6–2, 7–6(7–2)      |
| Runner-up | 8.  | 10 tháng 1 năm 2015  | Brisbane International, Brisbane, Australia       | Hard       | Maria Sharapova            | 7–6(7–4), 3–6, 3–6 |

### Nội dung đánh đôi: 1 (Á quân)
| Kết quả   | STT | Ngày                | Giải đấu                                                          | Mặt sân | Đồng đội        | Đối thủ          | Tỷ số         |
| --------- | --- | ------------------- | ----------------------------------------------------------------- | ------- | --------------- | ---------------- | ------------- |
| Runner-up | 1.  | 19 tháng 6 năm 2006 | Rosmalen Grass Court Championships, 's-Hertogenbosch, Netherlands | Grass   | Maria Kirilenko | Yan Zi Zheng Jie | 6–3, 2–6, 2–6 |